# 南川崎
南川崎（みなみかわさき）は、埼玉県八潮市の大字。郵便番号は340-0814。

## 地理
埼玉県の東部地域で、八潮市の東部の沖積平野に位置する。東は木曽根、二丁目、中川を挟み三郷市栄、三郷市戸ケ崎、西は大瀬、木曽根、南は伊勢野、大瀬、北は木曽根、二丁目と接している。木曽根を挟み中川沿いと、二丁目（上二丁目）に隣接して飛地が存在し、三つの区域に分かれて位置している。地区の中央部から西部にかけて、つくばエクスプレスの整備に合わせ区画整理が進められている。
地区の東側から南側にかけて中川が流れている。また、右岸側にその堤防や旧堤防も見られる。
また、埼玉県道54号松戸草加線が地区の概ね中央を南北に横断しているほか、地区の北側をつくばエクスプレスの線路が東西に横断している。なお、地区から八潮駅までは直線距離で300 m〜2.5 km程度である。

## 由来
この地はかつては中川（古利根川）右岸の沖積地に位置し、集落は自然堤防上に集落が発展し、川の曲流に因み「川崎」と呼ばれたことが由来とされている。なお、明治12年の郡制実施により南埼玉郡の村になる際に、郡内に同一村名（現 越谷市北川崎）が存在したため、村名を区別するため「南川崎」となった
。

## 歴史
もとは江戸期より存在した武蔵国埼玉郡八条領に属する川崎村であった。

### 沿革
- はじめは幕府領で以降変遷なし。なお、検地は1627年（寛永4年）に実施[7]。
- 幕末の時点では埼玉郡に属し、明治初年の『旧高旧領取調帳』の記載によると、代官佐々井半十郎支配所が管轄する幕府領であった[8]。
- 1868年（慶応4年）6月19日 - 武蔵知県事・山田政則（忍藩士）の管轄となる。
- 1869年（明治2年）1月13日 - 武蔵知県事・河瀬秀治の管轄区域に小菅県を設置、同県の管轄となる。県庁は葛飾郡小菅村に置かれる。
- 1871年（明治4年）11月14日 - 太政官布告第594号により小菅県を廃止。埼玉県の管轄となる。
- 1872年（明治5年） - 大区小区制施行により第1区に属す。
- 1873年（明治6年）2月10日 - 学制の発布に伴い、地内の円楽寺を仮用して川崎学校（現八潮市立潮止小学校）が開設される[7][9]。
- 1879年（明治12年）3月17日 - 郡区町村編制法により成立した南埼玉郡に属す。郡役所は岩槻町に設置。それに伴い、郡内に同名の村が所在したことから南を冠称し、南川崎村に改称。
- 1889年（明治22年）4月1日 - 町村制施行に伴ない、南埼玉郡伊勢野村、二町目村、木曽根村、大瀬村、垳村、古新田村と合併し、南埼玉郡潮止村が成立、南川崎村は潮止村の大字南川崎となる。
- 1933年（昭和8年） - 潮止村役場が大字伊勢野（現在の伊勢野天満宮境内地）より地内に移転する[10]。
- 1956年（昭和31年）9月28日 - 八幡村、八條村と合併し、南埼玉郡八潮村の大字となる。
- 1964年（昭和39年）10月1日 - 町制施行により、南埼玉郡八潮町の大字となる。
- 1972年（昭和47年）1月15日 - 市制施行により、八潮市の大字となる。
- 1984年（昭和59年）4月1日 - 地内に埼玉県立八潮南高等学校が創立される。
- 2005年（平成17年）8月24日 - 地内につくばエクスプレスが建設され、開業する。
- 2016年（平成28年）5月1日 - 緑町一丁目に所在した八潮中央総合病院が地内に移転する[11]。

## 世帯数と人口
2021年（令和3年）3月1日現在の世帯数と人口は以下の通りである。
| 大字   | 世帯数    | 人口    |
| ------ | --------- | ------- |
| 南川崎 | 2,643世帯 | 2,906人 |

## 小・中学校の学区
市立小・中学校に通う場合、学区は以下の通りとなる。
| 番地 | 小学校             |
| --- | ------------------ |
| 1〜855、971〜1600 | 八潮市立潮止小学校 |
| 856〜970 | 八潮市立大瀬小学校 |
| 番地 | 中学校             |
| 1〜35、424、428〜434、460〜463、465、495〜500、532〜537、580〜585、776〜814、 1314‐1、1315〜1323、1340‐1、1341‐1〜1341‐2、1342〜1347                                              | 八潮市立八潮中学校 |
| 850〜970 | 八潮市立大原中学校 |
| 36〜423、426、427、436、437、439〜444、447、452〜458、467〜472、480、 490〜493、502、504、 505、516〜519、523、524、526〜530、539〜557、559、560、 562〜578、586〜775、1309〜1313 | 八潮市立潮止中学校 |

## 交通
鉄道
地内を首都圏新都市鉄道つくばエクスプレスが通るが鉄道駅は設置されていない。
バス
東武バスセントラルの路線バスが運行されていて、地内にいくつかのバス停留所がある。

### 道路
- 千葉県道・東京都道・埼玉県道54号松戸草加線
- 潮止通り
- 村長通り
- 大正通り
- ゆまにて通り
- 中山遊歩道 - 中川の旧堤防上に設置

## 施設
- 八潮市立潮止小学校
- 八潮市立わかくさ福祉作業所
- さいかつ農業協同組合潮止支店
- 八潮市勤労青少年ホームゆまにて
- 埼玉県立八潮南高等学校
- 八潮市立南川崎保育所
- 八潮中央総合病院
- 八潮しおどめ保育園
- 南川崎町会集会所
- 真言宗豊山派普門寺
- 浄土宗専稱寺（専称寺）
- 不動堂
- 稲荷神社

## 関連文献
- 「川崎村」『新編武蔵風土記稿』 巻ノ204埼玉郡ノ6、内務省地理局、1884年6月。NDLJP:764008/23。